# Karisaari (ö i Lappland, Norra Lappland, lat 67,40, long 26,59)
Karisaari är en ö i Finland. Den ligger i vattendraget Kitinen och i kommunen Sodankylä i den ekonomiska regionen Norra Lappland och landskapet Lappland, i den norra delen av landet, 800 km norr om huvudstaden Helsingfors. Öns area är 0,5 hektar och dess största längd är 160 meter i sydväst-nordöstlig riktning.